# Tropischer Ziesel
Der Tropische Ziesel (Notocitellus adocetus, Syn.: Spermophilus adocetus) ist eine Hörnchenart aus der Gattung Notocitellus. Er kommt ausschließlich in der Sierra Nevada im westlich-zentralen Mexiko vor. Die Art wird als nicht gefährdet betrachtet und kann regional als Schädling in landwirtschaftlich genutzten Flächen auftreten. Dabei ist es möglich, dass sie sich durch die Zunahme landwirtschaftlicher Nutzung im Randbereich ihres Verbreitungsgebietes weiter verbreitet hat.

## Merkmale
Der Tropische Ziesel erreicht eine Kopf-Rumpf-Länge von etwa 16,8 bis 19,4 Zentimetern und eine Schwanzlänge von 13 bis 15 Zentimetern. Der Schwanz entspricht in seiner Länge mehr als 75 % und in der Regel etwa 90 % der Kopf-Rumpf-Länge und ist damit für ein Erdhörnchen vergleichsweise lang. Beide Arten der Gattung haben einen schwarzgrau gesprenkelten Rücken, der sich aus der schwarz-blaßschwarzen Bänderung der Rückenhaare ergibt. Das Fell ist rau im Vergleich zu dem eher weichen Fell anderer Erdhörnchengattungen. Der Körper ist lang und schlank, der Schwanz ist schmal und nur leicht buschig und entspricht eher dem der Baumhörnchen als dem anderer Erdhörnchen.
Von dem sehr ähnlichen, jedoch etwas größeren Ringelschwanzziesel (Notocitellus annulatus) unterscheidet sich der Tropische Ziesel vor allem durch die etwas blassere Fellfärbung, die kleineren Ohren und die kürzere und breitere Schnauze. Er besitzt zudem keine Schwanzringe. Von anderen Zieseln der Region wie dem Mexikanischen Ziesel (Ictidomys mexicanus) und dem Felsenziesel (Otospermophilus variegatus) unterscheidet er sich hauptsächlich durch die neun Reihen heller Flecken auf dem Rückenfell.

## Verbreitung

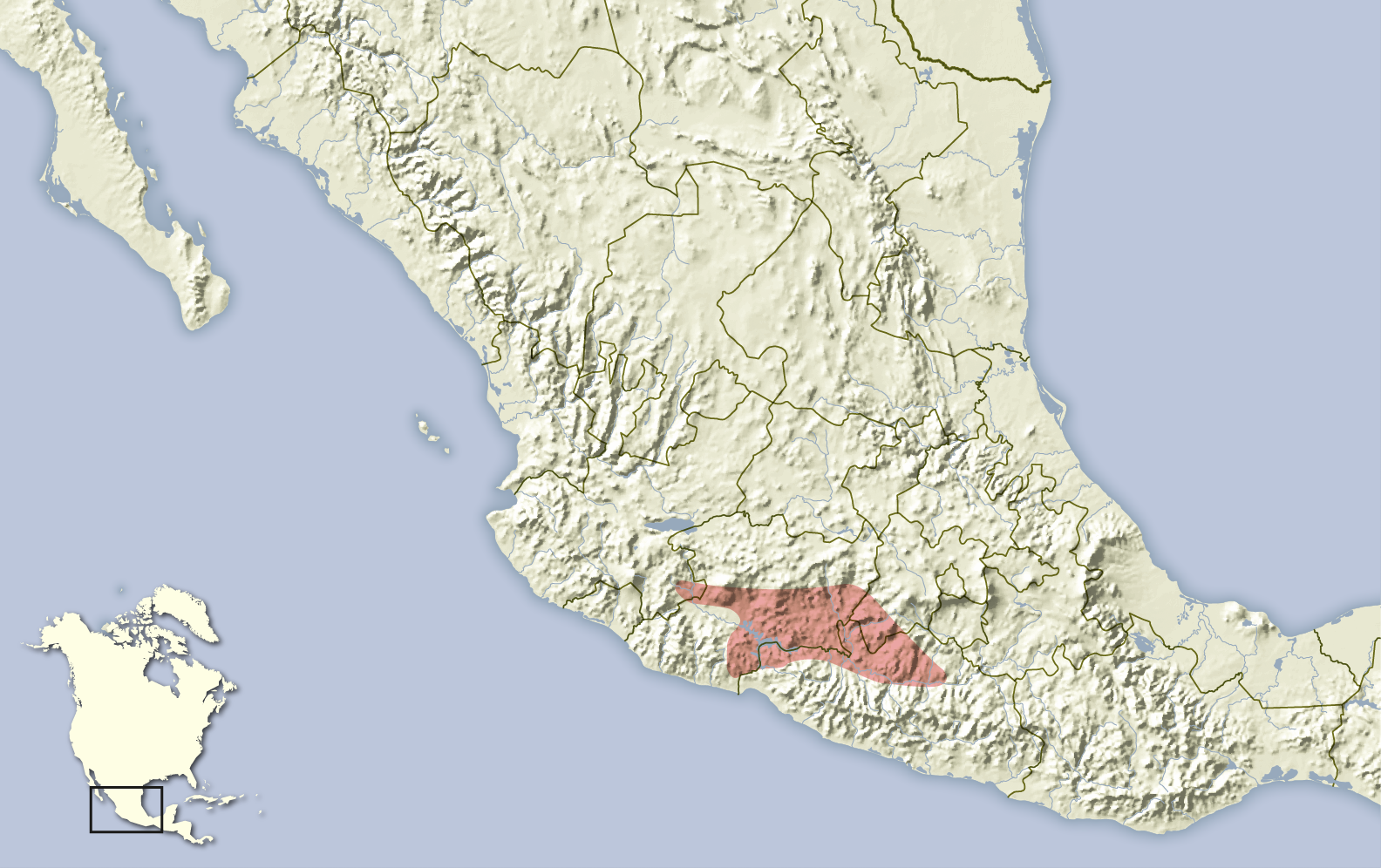
Verbreitungsgebiet des Tropischen Ziesels

Der Tropische Ziesel kommt nur im westlich-zentralen Mexiko vor, wo er entsprechend endemisch ist. Das Verbreitungsgebiet ist auf die Sierra Nevada, auch als Transmexikanischer Vulkangürtel bezeichnet, beschränkt und beinhaltet Teile der mexikanischen Bundesstaaten Jalisco, Michoacán, Guerrero und México.

## Lebensweise
Der Tropische Ziesel lebt vor allem in den trockenen und steinigen Habitaten der Bergregionen der Sierra Nevada, auch an Klippen und in Felsspalten. Darüber hinaus kommt er häufig in landwirtschaftlich genutzten Flächen vor, wo er erheblichen Schaden an den Feldfrüchten anrichten kann. Die natürliche Vegetation seines Lebensraumes besteht aus Prosopis-Sträuchern und Kakteen der Gattung Cephalocereus.
Der Tropische Ziesel lebt als Erdhörnchen am Boden und gräbt Baue in den Untergrund, die bis zu 60 Zentimeter tief und verzweigt sind. Er ist tagaktiv, sozial und über beinahe das gesamte Jahr aktiv; im Sommer mit den Höchsttemperaturen kommt es jedoch gelegentlich zu Ruhephasen. Die Tiere sind bei Verfügbarkeit von Samen streng granivor, ansonsten jedoch omnivor. Sie fressen unter anderem die Samen und Früchte von Acacia-, Crescentia- und Prunus-Arten, in landwirtschaftlichen Nutzflächen ernähren sie sich zudem von Bohnen, Mais und Sorghum. Durch die Ausbreitung landwirtschaftlicher Flächen in ihrem Verbreitungsgebiet und in angrenzenden Gebieten kam es wahrscheinlich auch zu einer Vergrößerung des Verbreitungsgebietes der Tiere. Die Tiere kommunizieren über hohe Zirp-Rufe, wenn Menschen oder potenzielle Beutegreifer in der Nähe sind. Bislang wurde erst eine Laus als Ektoparasit bei dieser Art beschrieben, dabei handelt es sich um Neohaematopinus traubi.

## Systematik
Der Tropische Ziesel wird als eigenständige Art innerhalb der Gattung Notocitellus eingeordnet, die aus zwei Arten besteht und neben ihm noch den Ringelschwanzziesel (Notocitellus annulatus) beinhaltet. Die wissenschaftliche Erstbeschreibung stammt von Clinton Hart Merriam aus dem Jahr 1903, der die Art anhand von Individuen aus La Salada etwa 40 Kilometer südlich von Uruapan im Bundesstaat Michoacán beschrieb. Die beiden Arten wurden lange als Teil der Ziesel (Spermophilus) eingeordnet, nach einer umfassenden molekularbiologischen Untersuchung wird Notocitellus jedoch als eigenständige Gattung gemeinsam mit mehreren weiteren Gattungen betrachtet.
Innerhalb der Art werden gemeinsam mit der Nominatform drei Unterarten unterschieden:
- Notocitellus adocetus adocetus: Nominatform; kommt im Bundesstaat Michoacán vor. Die Grundfarbe ist grau bis sandfarben.
- Notocitellus adocetus arceliae: In Guerrero. Auf dem Schwanz befinden sich Zeichnungen in V-Form und die Nagezähne sind siena-farben.
- Notocitellus adocetus infernatus: Im südwestlichen Teil des Verbreitungsgebietes, auch in Michoacán und dem nördlichen Guerrero.[5] Die Unterart ist kleiner und an der Schnauze auffälliger schwarz gezeichnet als die Nominatform.

Nach Best 1995, Wilson & Reeder 2005 und Helgen et al. 2009 wurden nur zwei Unterarten der damals als Spermophilus adocetus geführten Art unterschieden, die Nominatform Spermophilus adocetus adocetus und Spermophilus adocetus infernatus.

## Status, Bedrohung und Schutz
Der Tropische Ziesel wird von der International Union for Conservation of Nature and Natural Resources (IUCN) als „nicht gefährdet“ (least concern) eingeordnet. Begründet wird dies mit dem verhältnismäßig großen Verbreitungsgebiet, den angenommen großen Beständen, dem Vorkommen in mehreren geschützten Gebieten und der Toleranz der Art gegenüber Lebensraumveränderungen. Potenzielle bestandsgefährdende Risiken sind nicht bekannt.

## Belege
1. 1 2 3 4 5 6 7 8  Richard W. Thorington Jr., John L. Koprowski, Michael A. Steele: Squirrels of the World. Johns Hopkins University Press, Baltimore MD 2012; S. 290–291. ISBN 978-1-4214-0469-1
2. 1 2 3 4  Kristofer M. Helgen, F. Russell Cole, Lauren E. Helgen, Don E. Wilson: Generic Revision in the holarctic ground squirrels genus Spermophilus. Journal of Mammalogy 90 (2), 2009; S. 270–305. doi:10.1644/07-MAMM-A-309.1
3. 1 2  Spermophilus adocetus In: Don E. Wilson, DeeAnn M. Reeder (Hrsg.): Mammal Species of the World. A taxonomic and geographic Reference. 2 Bände. 3. Auflage. Johns Hopkins University Press, Baltimore MD 2005, ISBN 0-8018-8221-4.
4. ↑  Matthew D. Herron, Todd A. Castoe, Christopher L. Parkinson: Sciurid phylogeny and the paraphyly of holarctic ground squirrels (Spermophilus). Molecular Phylogenetics and Evolution 31, 2004; S. 1015–1030. (Volltext (Memento des Originals vom 17. April 2015 im Internet Archive)  Info: Der Archivlink wurde automatisch eingesetzt und noch nicht geprüft. Bitte prüfe Original- und Archivlink gemäß Anleitung und entferne dann diesen Hinweis., PMID 15120398)
5. ↑  Ticul Álvarez, José Ramírez-Pulidos: Descripción de una nueva subespecie de Spermophilus adocetus (Rodentia, Sciuridae) de Michoacán, México y estado Taxonómico de S. a. Arceliae (Villa R., 1942). Revista de la Sociedad Mexicana de Historia Natural 29, 1968; S. 181–189. (Volltext).
6. ↑  Troy L. Best: Notocitellus adocetus. Mammalian Species 504, 1995.
7. 1 2  Notocitellus adocetus in der Roten Liste gefährdeter Arten der IUCN 2015-4. Eingestellt von: P.C. de Grammont, A. Cuarón, 2008. Abgerufen am 10. Januar 2016.